# Interalpin

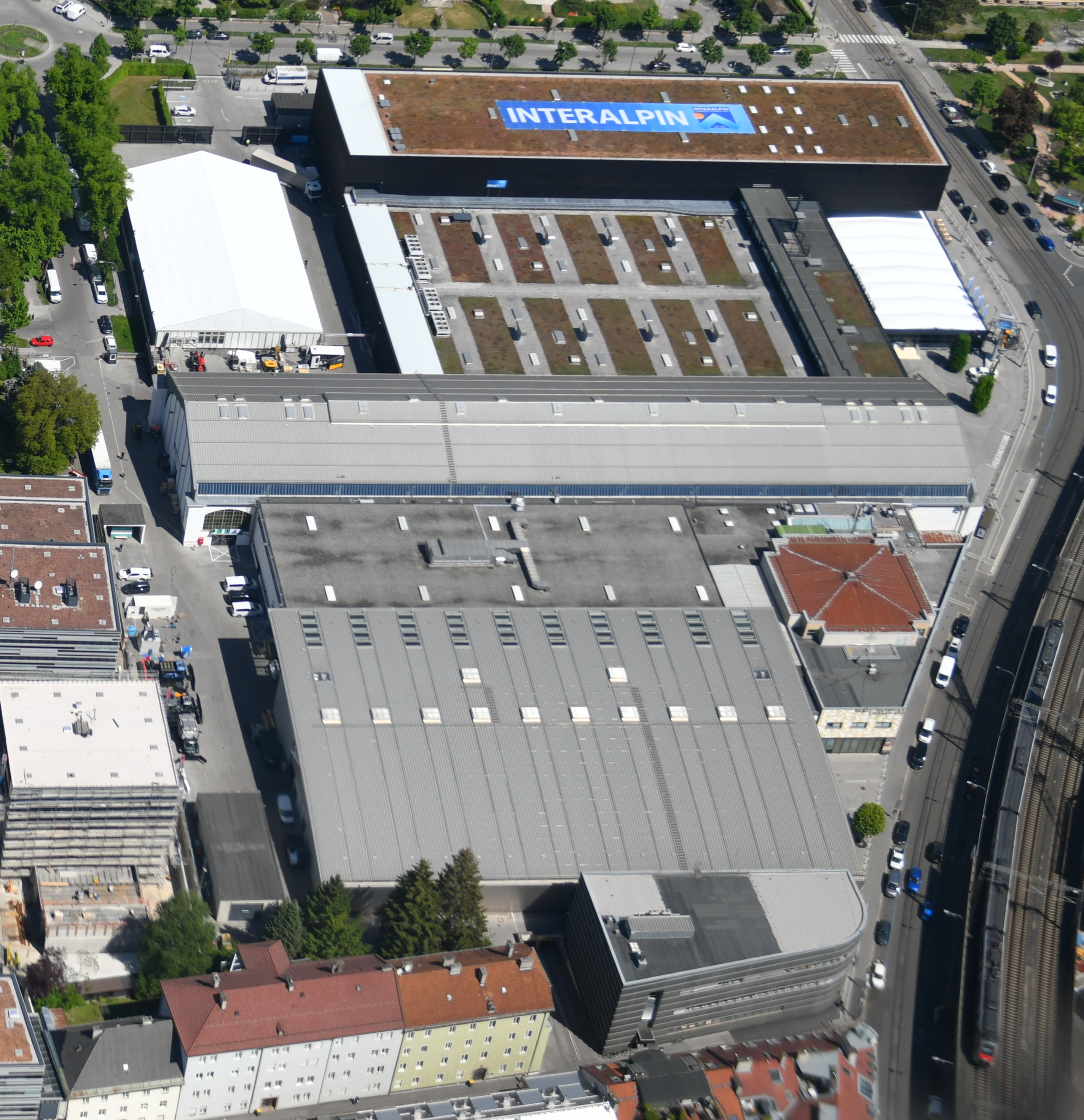
Das Messegelände mit Interalpin-Schriftzug (Luftaufnahme)

Die Interalpin ist eine internationale Fachmesse für das Seilbahnwesen und alpine Technologien, die im Zweijahresrythmus auf dem Messegelände Innsbruck stattfindet und von der Betreibergesellschaft Congress und Messe Innsbruck GmbH (CMI) veranstaltet wird. Sie wurde 1974 als kleiner Skipistenkongress in Innsbruck-Igls gegründet und konnte ihre Aussteller- und Besucherzahlen über die Jahrzehnte kontinuierlich steigern. Mit 35.000 registrierten Fachbesuchern aus knapp 130 Nationen (Ausgabe 2023) gilt sie als international führende Fachmesse im Bereich Alpintechnik.

## Geschichte
Im Kurhaus Igls, das heute als congresspark igls Teil der CMI ist, fand 1974 im Rahmen des damaligen „Internationalen Schipistenkongresses“ eine kleine Präsentation von Produkten der Seilbahnwirtschaft statt.
Ein Jahr später, 1975 im Kongresshaus Innsbruck, erhielt die Ausstellung den Namen Interalpin.
1977 fand sie mit dem Untertitel „Fachausstellung für Winterdienstgeräte“ erstmals als eigenständige Veranstaltung mit 72 Ausstellern und einem Publikum aus über 20 Nationen statt. 1978 stieg die Ausstellerzahl weiter auf 84 Unternehmen, 1980 auf 120.
2023 verzeichnete die Interalpin mehr als 35.000 Fachbesucher aus rund 130 Nationen bei einem Angebot von rund 650 Ausstellern aus über 50 Ländern.
Seit 2025 findet die Messe an vier statt wie bisher an drei Tagen statt, um laut Aussage der Betreibergesellschaft die Besucherströme zu entzerren. 2025 wurde der Fokus auf sogenannte City Cable Cars gelegt, also Mobilitätslösungen für Städte im Kontrast zu Seilbahnen als klassischem Freizeit-Fortbewegungsmittel.

## Funktion der Messe
Die Interalpin spricht als Fachmesse in erster Linie Entscheidungsträger aus Skigebieten und Bergregionen, aus touristischen Winter- und Sommerdestinationen oder von Kommunen, Gemeinden und Ländern an. Themen wie Personentransport mit Seilbahnen auf den Berg oder im urbanen Bereich, Schneerzeugung und Pistenmanagement, Winterdienstgeräte, Sicherheit und Schutz im alpinen Raum, Kassen- und IT-Systeme oder alpine Freizeiteinrichtungen zählen zu den Hauptausstellungsbereichen. Nachhaltige und ressourcenschonende Technologien stehen dabei immer mehr im Fokus.

## Internationalität
Unter den Herkunftsländern rangieren neben den traditionell starken Kernmärkten wie Österreich, Frankreich, Italien, Deutschland, Skandinavien, Nord- & Südamerika oder der Schweiz auch wachsende Zukunftsmärkte wie Australien und Neuseeland sowie Exoten wie Kiribati, Namibia, Panama, die Cook Inseln, die Salomon Inseln, Nauru, Papua-Neuguinea oder die Christmas Islands. Über die Außenhandelsstellen der Wirtschaftskammer Österreich werden zur Interalpin zahlreiche, hochkarätige Delegationen auf der Messe Innsbruck begrüßt. Großes Besucherinteresse verzeichnet die Interalpin auch aus Japan, Korea, China, Bhutan oder den Vereinigten Arabischen Emiraten. Im Jahr 2023 wurde der indische Verkehrsminister Nitin Gadkari mit einer hochkarätigen Delegation auf der Interalpin willkommen geheißen.